# Bartolovo
Bartolovo ili Dan sv. Bartolomeja (Bartola) kršćanski je liturgijski spomendan koji se slavi 24. kolovoza u čast sv. Bartolomeja, jednoga od dvanaest Isusovih apostola. Katolička Crkva i Anglikanska Crkva obilježavaju ovaj dan kao značajnu liturgijsku proslavu, dok Pravoslavne Crkve časte sv. Bartola 11. lipnja.

## Sv. Bartolomej apostol
Sv. Bartolomej tradicionalno se poistovjećuje s Natanaelom iz Ivanova evanđelja, kojeg je Isusu doveo apostol Filip. Ime Bartolomej potječe od aramejskog „Bar-Talmai”, što znači „Talmaijev sin”. Prema kršćanskoj predaji, Bartolomej je bio jedan od prvih koji je prepoznao Isusa kao Mesiju. Njegove misionarske djelatnosti vodile su ga u različite krajeve, uključujući Indiju, Armeniju i Perziju, gdje je oko 70. godine podnio mučeničku smrt – oguljen je živ i odrubljena mu je glava.

## Hrvatski običaji i tradicija
U hrvatskoj tradiciji, Bartolovo je posebno značajno za vinogradare i poljoprivrednike. Glavna tradicija je podizanje klopotca u vinogradu – drvene naprave koja služi za tjeranje ptica s grožđa i nagovještava približavanje berbe. U nekim mjestima se na Bartolovo tradicionalno biraju vincilir (član udruge koji je pokazao najveći trud oko vina i vinograda) i pudar (čuvar vinograda). Župnik blagoslivlja vinograd, a pudar simbolično pušta klopotec u rad.
Stariji podravski običaj podrazumijeva odlazak u vinograd prije zore, gdje se oko trsja posipa „pozderje” (otpadci od čišćenja lana i konoplje). Bartolovo je također dan pretkazanja vremena – ako pada kiša, vjeruje se da će jesen biti vlažna; ako je lijepo vrijeme, vjeruje se da će jesen biti sunčana. Poznata je uzrečica: „Ako Bartol pošči, vugorke ne bodo dobri” („Ako na Bartolovo pada kiša, krastavci ne budu dobri”). Ljudi vjeruju da kiše oko Bartolova određuju posljednje berbe krastavaca).
Uz Bartolovo, glavne vinogradarske svetkovine su: Vincekovo, Urbanovo i Martinje.

## Zaštitništvo i štovanje
Sv. Bartolomej štuje se kao zaštitnik oboljelih od grčeva, kožnih i živčanih bolesti, te kao zaštitnik seljaka, pastira i zanatlija koji rade s kožom. U Hrvatskoj je 2012. godine proglašen zaštitnikom policije. Njegove relikvije čuvaju se u Rimu, u crkvi sv. Bartolomeja na otoku usred rijeke Tiber.
U umjetnosti, sv. Bartolomej često se prikazuje s nožem za guljenje kože, simbolom njegova mučeništva, što je najpoznatije prikazano na Michelangelovoj slici „Posljednji sud” u Sikstinskoj kapeli.

## Povijest
Bartolomejska noć bila je noć uoči dana svetog Bartolomeja (24. kolovoza 1572. godine) kada je francuska kraljica Katarina Medici organizirala pokolj istaknutih hugenota (francuskih protestanata) koji su izvršili katolici, a po naredbi svog sina Karla IX., tadašnjeg kralja Francuske.